# Marchena (gemeente)
Marchena is een gemeente in de Spaanse provincie Sevilla in de regio Andalusië met een oppervlakte van 378 km². In 2007 telde Marchena 19.310 inwoners.

## Demografische ontwikkeling
Bron: INE; 1857-2011: volkstellingen

## Geboren
- Antonio Álvarez (1955), voetballer en voetbalcoach